# Roger Penrose
Sir Roger Penrose (Colchester, 8. kolovoza 1931.) je britanski matematičar, matematički fizičar, filozof znanosti i dobitnik Nobelove nagrade za fiziku. Emeritus Rouse Ball profesor je matematike na Sveučilištu u Oxfordu, emeritus član Wadham Collegea u Oxfordu i počasni član St John's Collegea u Cambridgeu i University Collegea u Londonu.
Penrose je dao doprinos matematičkoj fizici opće relativnosti i kozmologije. Dobitnik je nekoliko nagrada i priznanja, uključujući Wolfovu nagradu za fiziku 1988. godine, koju je podijelio sa Stephenom Hawkingom za Penrose-Hawkingove teoreme singularnosti, i polovicu Nobelove nagrade za fiziku za 2020. godinu. "za otkriće da je formiranje crnih rupa robusno predviđanje opće relativnosti". 